# Елізабет Смайлі
Елізабет Смайлі (англ. Elizabeth Smylie, до шлюбу Сейєрс, англ. Sayers) — австралійська тенісистка, чемпіонка Вімлдону в парній грі та триразова чемпіонка турнірів Великого шолома в міксті, олімпійська медалістка.
Бронзову олімпійську медаль Смайлі виборола на Сеульській олімпіаді 1988 року в парному турнірі, граючи з Венді Тернбулл. У півфіналі австралійська пара поступилася американській (Зіна Гаррісон, Пем Шрайвер). Гра за третє місце тоді не проводилася й обидві пари, що програли в півфіналі, отримали бронзові медалі.
Елізабет одружена з тенісним менеджером Пітером Смайлі, трьох дітей: Лауру, Джордана та Елвіса. Вона тривалий час працювала директором серії турнірів австралійського хардкортового циклу та спортивною коментаторкою.

## Значні фінали

### Фінали турнірів Великого шолома

#### Пари
| Результат | Рік  | Турнір          | Поверхня | Партнерка       | Супротивниці                     | Рахунок       |
| --------- | ---- | --------------- | -------- | --------------- | -------------------------------- | ------------- |
| Перемога  | 1985 | Wimbledon       | Трава    | Кеті Джордан    | Мартіна Навратілова Пем Шрайвер  | 5–7, 6–3, 6–4 |
| Поразка   | 1987 | Wimbledon       | Трава    | Бетсі Нагельсен | Клаудія Коде-Кільш Гелена Сукова | 7–5, 7–5      |
| Поразка   | 1987 | US Open         | Хард     | Кеті Джордан    | Мартіна Навратілова Пем Шрайвер  | 5–7, 6–4, 6–2 |
| Поразка   | 1990 | Wimbledon       | Трава    | Кеті Джордан    | Яна Новотна Гелена Сукова        | 6–3, 6–4      |
| Поразка   | 1993 | Australian Open | Хард     | Пем Шрайвер     | Джиджі Фернандес Наташа Звєрєва  | 6–4, 6–3      |

#### Мікст
| Результат | Рік  | Турнір    | Поверхня | Партнер          | Супротивники                        | Рахунок       |
| --------- | ---- | --------- | -------- | ---------------- | ----------------------------------- | ------------- |
| Перемога  | 1983 | US Open   | Хард     | Джон Фіцджеральд | Барбара Поттер Ферді Тейген         | 3–6, 6–3, 6–4 |
| Поразка   | 1984 | US Open   | Хард     | Джон Фіцджеральд | Мануела Малеєва Том Галліксон       | 2–6, 7–5, 6–4 |
| Поразка   | 1985 | Wimbledon | Трава    | Джон Фіцджеральд | Мартіна Навратілова Пол Макнамі     | 7–5, 4–6, 6–2 |
| Поразка   | 1985 | US Open   | Хард     | Джон Фіцджеральд | Мартіна Навратілова Гайнц Гюнтгардт | 6–3, 6–4      |
| Поразка   | 1988 | US Open   | Хард     | Патрік Макінрой  | Яна Новотна Джим П'ю                | 7–5, 6–3      |
| Поразка   | 1990 | Wimbledon | Трава    | Джон Фіцджеральд | Зіна Гаррісон Рік Ліч               | 7–5, 6–2      |
| Перемога  | 1990 | US Open   | Хард     | Тодд Вудбрідж    | Наташа Звєрєва Джим П'ю             | 6–4, 6–2      |
| Перемога  | 1991 | Wimbledon | Трава    | Джон Фіцджеральд | Наташа Звєрєва Джим П'ю             | 7–6(7–4), 6–2 |

### Фінали підсумкових турнірів року

#### Пари: 2 (1 - 1)
| Результат | Рік  | Турнір   | Поверхня  | Партнерка    | Супротивниці                       | Рахунок       |
| --------- | ---- | -------- | --------- | ------------ | ---------------------------------- | ------------- |
| Перемога  | 1990 | Нью-Йорк | Килим (I) | Кеті Джордан | Мерседес Пас Аранча Санчес Вікаріо | 7–6(7–4), 6–4 |

## Фінали турнірів WTA

### Одиночний розряд: 6 (3–3)
| Легенда                           |
| --------------------------------- |
| Турніри Великого шолома (0–0)     |
| Tier I (0–0)                      |
| Tier II (0–0)                     |
| Tier III (0–0)                    |
| Tier IV (0–1)                     |
| Tier V (0–1)                      |
| Virginia Slims, Avon, other (3–1) |

| Фінали за покриттям |
| ------------------- |
| Тверде (2–2)        |
| Трава (0–1)         |
| Ґрунт (1–0)         |
| Килим (0–0)         |

| Результат | W/L | Дата     | Турнір              | Покриття | Опонент            | Рахунок       |
| --------- | --- | -------- | ------------------- | -------- | ------------------ | ------------- |
| Перемога  | 1–0 | Кві 1982 | Sardinia, Італія    | Ґрунт    | Дана Гілберт       | 6–3, 6–0      |
| Перемога  | 2–0 | Вер 1983 | Kansas City, US     | Тверде   | Енн Мінтер         | 6–3, 6–1      |
| Поразка   | 2–1 | Лис 1984 | Brisbane, Австралія | Трава    | Гелена Сукова      | 4–6, 4–6      |
| Перемога  | 3–1 | Лют 1987 | Оклагома-Сіті, US   | Тверде   | Лорі Макніл        | 4–6, 6–3, 7–5 |
| Поразка   | 3–2 | Кві 1989 | Токіо, Японія       | Тверде   | Окамото Куміко     | 4–6, 2–6      |
| Поразка   | 3–3 | Кві 1990 | Токіо, Японія       | Тверде   | Катаріна Ліндквіст | 3–6, 2–6      |

### Парний розряд: 69 (36–33)
| Легенда                             |
| ----------------------------------- |
| Турніри Великого шолома (1–4)       |
| WTA Championships (1–0)             |
| Tier I (2–1)                        |
| Tier II (7–1)                       |
| Tier III (2–3)                      |
| Tier IV (3–3)                       |
| Tier V (3–2)                        |
| Virginia Slims, Avon, other (17–19) |

| Фінали за покриттям |
| ------------------- |
| Тверде (17–10)      |
| Трава (5–12)        |
| Ґрунт (4–1)         |
| Килим (10–10)       |

| Результат | W/L | Дата     | Турнір                           | Покриття   | Партнер                | Опоненти                                    | Рахунок            |
| --------- | --- | -------- | -------------------------------- | ---------- | ---------------------- | ------------------------------------------- | ------------------ |
| Поразка   | 1.  | Жов 1981 | Kyoto                            | Тверде     | Кім Стейнмец           | Нанетте Шутте Маріанне ван дер Торре        | 2–6, 4–6           |
| Перемога  | 1.  | Лют 1983 | Ridgewood                        | Килим (i)  | Беверлі Моулд          | Розалін Феербенк С'юзен Лео                 | 7–6, 4–6, 7–5      |
| Поразка   | 2.  | Чер 1983 | Бірмінгем                        | Трава      | Беверлі Моулд          | Біллі Джин Кінг Шерон Волш                  | 2–6, 4–6           |
| Поразка   | 3.  | Лип 1983 | Newport                          | Трава      | Барбара Джордан        | Барбара Поттер Пем Шрайвер                  | 3–6, 1–6           |
| Перемога  | 2.  | Вер 1983 | Kansas City                      | Тверде     | Сенді Коллінз          | Кріс О'Ніл Brenda Remilton                  | 7–5, 7–6           |
| Поразка   | 4.  | Січ 1984 | Indianapolis                     | Килим (i)  | Беверлі Моулд          | Клаудія Монтейру Івонн Вермак               | 7–6(9–7), 4–6, 5–7 |
| Поразка   | 5.  | Бер 1984 | Tokyo                            | Килим (i)  | Barbara Йорданія       | Енн Кійомура Пем Шрайвер                    | 3–6, 7–6(9–7), 3–6 |
| Поразка   | 6.  | Бер 1984 | Dallas                           | Килим (i)  | Сенді Коллінз          | Леслі Аллен Енн Вайт                        | 4–6, 7–5, 2–6      |
| Поразка   | 7.  | Чер 1984 | Бірмінгем                        | Трава      | Barbara Йорданія       | Лесті Аллен Енн Вайт                        | 6–7(1–7), 3–6      |
| Перемога  | 3.  | Сер 1984 | Монреаль                         | Тверде     | Кеті Джордан           | Клаудія Коде-Кільш Гана Мандлікова          | 6–1, 6–2           |
| Перемога  | 4.  | Вер 1984 | Maybelline Classic               | Тверде     | Мартіна Навратілова    | Барбара Поттер Шерон Волш                   | 2–6, 6–2, 6–3      |
| Перемога  | 5.  | Жов 1984 | Тампа                            | Тверде     | Карлінг Бассетт-Сегусо | Мері-Лу Деніелс Венді Вайт                  | 6–4, 6–3           |
| Поразка   | 8.  | Гру 1984 | Токіо                            | Килим (i)  | Катрін Танв'є          | Клаудія Коде-Kilsch Гелена Сукова           | 4–6, 4–6           |
| Перемога  | 6.  | Січ 1985 | Key Biscayne                     | Тверде     | Kathy Йорданія         | Світлана Пархоменко Лариса Савченко-Нейланд | 6–4, 7–6(7–2)      |
| Перемога  | 7.  | Січ 1985 | Marco Island                     | Тверде     | Kathy Йорданія         | Камілл Бенджамін Бонні Гадушек              | 6–3, 6–3           |
| Поразка   | 9.  | Бер 1985 | Princeton                        | Килим (i)  | Марселла Мескер        | Мартіна Навратілова Пем Шрайвер             | 5–7, 2–6           |
| Перемога  | 8.  | Кві 1985 | Tokyo                            | Килим (i)  | Kathy Йорданія         | Бетсі Нагелсен Енн Вайт                     | 4–6, 7–5, 6–2      |
| Перемога  | 9.  | Тра 1985 | Sydney                           | Килим (i)  | Пем Шрайвер            | Барбара Поттер Шерон Волш                   | 7–5, 7–5           |
| Перемога  | 10. | Тра 1985 | Melbourne                        | Килим (i)  | Пем Шрайвер            | Енн Гоббс Kathy Йорданія                    | 6–2, 5–7, 6–1      |
| Поразка   | 10. | Чер 1985 | Істборн                          | Трава      | Kathy Йорданія         | Мартіна Навратілова Пем Шрайвер             | 5–7, 4–6           |
| Перемога  | 11. | Чер 1985 | Вімблдонський турнір             | Трава      | Kathy Йорданія         | Мартіна Навратілова Пем Шрайвер             | 5–7, 6–3, 6–4      |
| Поразка   | 11. | Лип 1985 | Newport                          | Трава      | Пем Шрайвер            | Кріс Еверт Венді Тернбулл                   | 4–6, 6–7(2–7)      |
| Перемога  | 12. | Сер 1985 | Mahwah                           | Тверде     | Kathy Йорданія         | Клаудія Коде-Kilsch Гелена Сукова           | 7–6(8–6), 6–3      |
| Перемога  | 13. | Вер 1985 | Чикаго                           | Килим (i)  | Kathy Йорданія         | Еліз Берджін Джоанн Расселл                 | 6–2, 6–2           |
| Поразка   | 12. | Гру 1985 | Токіо                            | Килим (i)  | Марселла Мескер        | Клаудія Коде-Kilsch Гелена Сукова           | 0–6, 4–6           |
| Перемога  | 14. | Січ 1986 | Key Biscayne                     | Тверде     | Kathy Йорданія         | Бетсі Нагелсен Барбара Поттер               | 7–6(8–6), 2–6, 6–2 |
| Перемога  | 15. | Бер 1986 | Princeton                        | Килим (i)  | Kathy Йорданія         | Гана Мандлікова Гелена Сукова               | 6–3, 7–5           |
| Поразка   | 13. | Бер 1986 | Nashville                        | Килим /u(  | Kathy Йорданія         | Барбара Поттер Пем Шрайвер                  | 4–6, 3–6           |
| Поразка   | 14. | Чер 1986 | Бірмінгем                        | Трава      | Венді Тернбулл         | Еліз Берджін Розалін Феербенк               | 2–6, 4–6           |
| Перемога  | 16. | Сер 1986 | Mahwah                           | Тверде     | Бетсі Нагелсен         | Штеффі Граф Гелена Сукова                   | 7–6(7–4), 6–3      |
| Поразка   | 15. | Гру 1986 | Brisbane                         | Трава      | Бетсі Нагелсен         | Гана Мандлікова Венді Тернбулл              | 4–6, 3–6           |
| Перемога  | 17. | Січ 1987 | Сідней                           | Трава      | Бетсі Нагелсен         | Дженні Бірн Дженін Томпсон                  | 6–7(5–7), 7–5, 6–1 |
| Поразка   | 16. | Бер 1987 | Piscataway                       | Килим (i)  | Бетсі Нагелсен         | Джиджі Фернандес Лорі Макніл                | 1–6, 4–6           |
| Перемога  | 18. | Тра 1987 | Женева                           | Ґрунт      | Бетсі Нагелсен         | Лаура Аррая Катрін Танв'є                   | 4–6, 6–4, 6–3      |
| Поразка   | 17. | Чер 1987 | Істборн                          | Трава      | Розалін Феербенк       | Світлана Пархоменко Лариса Савченко-Нейланд | 6–7(6–8), 6–4, 5–7 |
| Поразка   | 18. | Чер 1987 | Вімблдонський турнір             | Трава      | Бетсі Нагелсен         | Клаудія Коде-Kilsch Гелена Сукова           | 5–7, 5–7           |
| Поразка   | 19. | Сер 1987 | Mahwah                           | Тверде     | Енн Гоббс              | Джиджі Фернандес Лорі Макніл                | 3–6, 2–6           |
| Поразка   | 20. | Сер 1987 | Відкритий чемпіонат США з тенісу | Тверде     | Kathy Йорданія         | Мартіна Навратілова Пем Шрайвер             | 7–5, 4–6, 2–6      |
| Перемога  | 19. | Чер 1988 | Істборн                          | Трава      | Ева Пфафф              | Белінда Кордвелл Діанне Ван Ренсбург        | 6–3, 7–6(8–6)      |
| Поразка   | 21. | Січ 1989 | Сідней                           | Тверде     | Венді Тернбулл         | Мартіна Навратілова Пем Шрайвер             | 3–6, 3–6           |
| Поразка   | 22. | Січ 1989 | Окленд                           | Тверде     | Дженін Томпсон         | Патті Фендік Джилл Гетерінгтон              | 4–6, 4–6           |
| Перемога  | 20. | Лют 1989 | Wellington                       | Тверде     | Дженін Томпсон         | Трейсі Мортон-Роджерс Гайді Шпрунґ          | 7–6(7–3), 6–1      |
| Поразка   | 23. | Лют 1989 | Оклагома-Сіті                    | Тверде (i) | Еліз Берджін           | Лорі Макніл Бетсі Нагелсен                  | w/o                |
| Перемога  | 21. | Кві 1989 | Singapore                        | Тверде     | Белінда Кордвелл       | Енн Генрікссон Бет Герр                     | 6–7(6–8), 6–2, 6–1 |
| Перемога  | 22. | Кві 1989 | Токіо                            | Тверде     | Джилл Гетерінгтон      | Енн Гендрікссон Бет Герр                    | 6–1, 6–3           |
| Перемога  | 23. | Тра 1989 | Рим                              | Ґрунт      | Дженін Томпсон         | Манон Боллеграф Мерседес Пас                | 6–4, 6–3           |
| Перемога  | 24. | Тра 1989 | Берлін                           | Ґрунт      | Дженін Томпсон         | Ліз Грегорі Гретхен Раш                     | 5–7, 6–3, 6–2      |
| Поразка   | 24. | Лип 1989 | Newport                          | Трава      | Венді Тернбулл         | Джиджі Фернандес Лорі Макніл                | 3–6, 6–7(5–7), 5–7 |
| Поразка   | 25. | Вер 1989 | Tokyo                            | Килим      | Венді Тернбулл         | Джиджі Фернандес Робін Вайт                 | 2–6, 2–6           |
| Перемога  | 25. | Січ 1990 | Токіо                            | Килим (i)  | Джиджі Фернандес       | Джо-Анн Фолл Рейчел Макквіллан              | 6–2, 6–2           |
| Перемога  | 26. | Бер 1990 | Connecticut Open                 | Тверде     | Kathy Йорданія         | Джиджі Фернандес Робін Вайт                 | 7–5, 7–5           |
| Перемога  | 27. | Кві 1990 | Токіо                            | Тверде     | Kathy Йорданія         | Мішелл Джаггерд-Лай Ху На                   | 6–0, 3–6, 6–1      |
| Поразка   | 26. | Тра 1990 | Страсбург                        | Ґрунт      | Kathy Йорданія         | Ніколь Брадтке Елна Рейнах                  | 1–6, 4–6           |
| Поразка   | 27. | Чер 1990 | Вімблдонський турнір             | Трава      | Kathy Йорданія         | Яна Новотна Гелена Сукова                   | 3–6, 4–6           |
| Перемога  | 28. | Лис 1990 | Фінал WTA                        | Килим (i)  | Kathy Йорданія         | Мерседес Пас Аранча Санчес Вікаріо          | 7–6(7–4), 6–4      |
| Перемога  | 29. | Січ 1991 | Токіо                            | Килим (i)  | Kathy Йорданія         | Мері Джо Фернандес Робін Вайт               | 4–6, 6–0, 6–3      |
| Перемога  | 30. | Тра 1991 | Женева                           | Ґрунт      | Ніколь Провіс          | Каті Каверзасіо Мануела Малеєва             | 6–1, 6–2           |
| Перемога  | 31. | Чер 1991 | Бірмінгем                        | Трава      | Ніколь Провіс          | Сенді Коллінз Елна Рейнах                   | 6–3, 6–4           |
| Перемога  | 32. | Січ 1993 | Сідней                           | Тверде     | Пем Шрайвер            | Лорі Макніл Ренне Стаббс                    | 7–6(7–4), 6–2      |
| Поразка   | 28. | Січ 1993 | Australian Open                  | Тверде     | Пем Шрайвер            | Джиджі Фернандес Наташа Звєрєва             | 4–6, 3–6           |
| Поразка   | 29. | Чер 1993 | Бірмінгем                        | Трава      | Пем Шрайвер            | Лорі Макніл Мартіна Навратілова             | 3–6, 4–6           |
| Перемога  | 33. | Лип 1993 | Страттон-Маунтін                 | Тверде     | Гелена Сукова          | Мануела Малеєва-Fragnière Мерседес Пас      | 6–1, 6–2           |
| Поразка   | 30. | Сер 1993 | Сан-Дієго                        | Тверде     | Пем Шрайвер            | Джиджі Фернандес Гелена Сукова              | 4–6, 3–6           |
| Перемога  | 34. | Січ 1994 | Токіо                            | Килим (i)  | Пем Шрайвер            | Манон Боллеграф Мартіна Навратілова         | 6–3, 3–6, 7–6(7–3) |
| Поразка   | 31. | Лют 1994 | Осака                            | Килим (i)  | Пем Шрайвер            | Лариса Савченко-Нейланд Ренне Стаббс        | 4–6, 7–6(7–2), 5–7 |
| Перемога  | 35. | Лип 1994 | Страттон-Маунтін                 | Тверде     | Пем Шрайвер            | Кончита Мартінес Аранча Санчес Вікаріо      | 7–6(7–4), 2–6, 7–5 |
| Поразка   | 32. | Сер 1994 | Монреаль                         | Тверде     | Пем Шрайвер            | Мередіт Макґрат Аранча Санчес Вікаріо       | 6–2, 2–6, 4–6      |
| Поразка   | 33. | Сер 1994 | Schenectady                      | Тверде     | Пем Шрайвер            | Мередіт Макґрат Лариса Савченко-Нейланд     | 2–6, 2–6           |
| Перемога  | 36. | Чер 1996 | Бірмінгем                        | Трава      | Лінда Вілд             | Лорі Макніл Наталі Тозья                    | 6–3, 3–6, 6–1      |

## Виноски
1. ↑  Player Profile // WTA website
2. 1 2  Olympedia — 2006.